# Michael Pietsch (Theologe)
Michael Pietsch (* 17. Juli 1967 in Hamburg) ist seit 2014 Professor für Altes Testament an der Augustana-Hochschule Neuendettelsau.

## Leben
Von 1977 bis 1986 besuchte er das Städtische Gymnasium Kaltenkirchen. Von 1987 bis 1994 studierte er evangelische Theologie an der Ruprecht-Karls-Universität Heidelberg, der Universität Basel, der Eberhard Karls Universität Tübingen und der Christian-Albrechts-Universität zu Kiel. Am 3. Februar 1994 legte er das erste kirchliches Examen vor der Nordelbischen Evangelisch-Lutherischen Kirche in Kiel ab. von 1995 bis 1996 war er wissenschaftlicher Mitarbeiter am Institut für Altes Testament und Biblische Archäologie der Universität Kiel. Von 1997 bis 1999 absolvierte er das Vikariat in der Apostelkirchengemeinde in Hamburg-Harburg. Am 26. März 1999 legte er das 2. kirchliche Examen vor der Nordelbischen Evangelisch-Lutherischen Kirche in Kiel ab. Von 1999 bis 2002 war er wissenschaftlicher Angestellter der Göttinger Akademie der Wissenschaften (mit Dienstauftrag an der Schleiermacher Forschungsstelle der Universität Kiel).
Nach der Promotion am 30. Januar 2002 zum Doctor theologiae an der Universität Hamburg (summa cum laude) war er von 2002 bis 2008 Hochschulassistent im Institut für Altes Testament am Fachbereich Evangelische Theologie in Hamburg. 2009 war er wissenschaftlicher Mitarbeiter (50 %) am Institut für Systematische Theologie und Sozialethik der Universität Kiel. 2009 vertrat er die Professur für Bibelwissenschaften (50 %) am Fachbereich Evangelische Theologie der Universität Hamburg. Von 2009 bis 2010 war er wissenschaftlicher Mitarbeiter (100 %) am Institut für Systematische Theologie und Sozialethik der Universität Kiel. Von 2010 bis 2011 vertrat er die Professur für Religionswissenschaft mit dem Schwerpunkt Literaturen der Religionen am Institut für Religionswissenschaft und Religionspädagogik der Universität Bremen. Nach der Ordination am 27. Februar 2011 zum Pastor der Nordelbischen Evangelisch-Lutherischen Kirche in St. Georg auf dem Berge und der Habilitation am 13. Juli 2011 im Fach Altes Testament am Fachbereich Evangelische Theologie der Universität Hamburg (Verleihung der Lehrberechtigung für das Fach Altes Testament) vertrat er von 2011 bis 2012 die Professur für Altes Testament am Fachbereich Evangelische Theologie der Universität Hamburg. Von 2012 bis 2013 vertrat er die Professur für Altes Testament und Antikes Judentum am Institut für Evangelische Theologie der Universität Osnabrück. 2013 vertrat er die Professur für Altes Testament an der Ludwig-Maximilians-Universität München. Von 2013 bis 2014 war er wissenschaftlicher Angestellter der Göttinger Akademie der Wissenschaften (mit Dienstauftrag an der Schleiermacher Forschungsstelle der Universität Kiel).

## Schriften (Auswahl)
- „Dieser ist der Sproß Davids ...“. Studien zur Rezeptionsgeschichte der Nathanverheißung im alttestamentlichen, zwischentestamentlichen und neutestamentlichen Schrifttum. Neukirchen-Vluyn 2003.
- Die Kultreform Josias. Studien zur Religionsgeschichte Israels in der späten Königszeit. Tübingen 2013.